# Vụ người nhập cư chết trong thùng xe tải ở San Antonio 2022
Vào ngày 27 tháng 6 năm 2022, 51 thi thể được phát hiện bên trong và ở xung quanh một xe đầu kéo gần Căn cứ Không quân Lackland tại thành phố San Antonio, tiểu bang Texas, Hoa Kỳ. Vụ việc xảy ra do hệ quả của một vụ buôn người nhập cư bất hợp pháp ở phía Nam bang Texas. Đây là vụ buôn người bằng xe tải chết chóc nhất trong lịch sử Hoa Kỳ.

## Bối cảnh
Trong năm 2022, một lượng người di cư kỷ lục vượt qua biên giới Mỹ-Mexico, nơi nhà chức trách đã tiến hành hơn 2 triệu vụ bắt giữ. Theo số liệu của Cục Hải quan và Biên phòng Hoa Kỳ, những vụ bắt giữ người nhập cư bất hợp pháp tại biên giới nước này tính trong tháng 5 năm nay đã tăng lên mức cao nhất trong lịch sử, với 239.416 vụ bắt giữ dọc theo tuyến biên giới, tăng 2% so với số vụ bắt giữ trong tháng 4.
San Antonio được biết đến như một điểm trung chuyển dành cho những người nhập cư từ tiểu bang Texas đến những phần còn lại trên đất nước Hoa Kỳ. Nằm cách biên giới Mỹ-Mexico 150 dặm, những kẻ buôn người sẽ sử dụng những phương tiện vận tải lớn để đưa người di cư đến thành phố này. Đầu tháng 6, trong khuôn khổ Hội nghị thượng đỉnh châu Mỹ tổ chức tại Los Angeles, Bộ An ninh Nội địa Hoa Kỳ đã thông tin chi tiết về nỗ lực của chính quyền Biden trong việc chống nạn buôn người và di cư bất hợp pháp. Chuỗi chiến dịch được triển khai trên khắp Tây Bán cầu là một phần trong chiến dịch trấn áp nạn buôn người lớn nhất trong lịch sử khu vực này, khi có hơn 1.300 nhân viên tham gia vào các chiến dịch và có gần 2.000 kẻ buôn người đã bị bắt chỉ trong hai tháng.
Ngày 23 tháng 7 năm 2017, một vụ việc tương tự đã xảy ra ở San Antonio khi 39 người nhập cư được tìm thấy trong một chiếc xe đầu kéo tại một bãi đậu xe của công ty Walmart. Trong số 39 người được tìm thấy, có 10 người chết và 29 người bị thương, trong đó 8 người đã chết tại hiện trường và hai người còn lại chết trong bệnh viện. Kết quả khám nghiệm cho thấy những người xấu số tử vong do tiếp xúc với nhiệt độ cao và bị ngạt thở. Nơi xảy ra vụ việc này chỉ cách nơi phát hiện ra vụ việc tương tự năm 2022 vỏn vẹn bốn dặm.

## Vụ việc
Vào ngày 27 tháng 6, các công nhân của một doanh nghiệp gần đó phát hiện một chiếc xe đầu kéo trên đường Quintana. Cảnh sát trưởng San Antonio William McManus cho biết rằng vào thời điểm trước 6 giờ tối, các sĩ quan cảnh sát đã nhận được một cuộc điện thoại từ một người qua đường trình báo về những tiếng kêu cứu phát ra gần khu vực anh ta đang đứng. Khi người công nhân đến gần, anh bàng hoàng nhìn thấy một số thi thể xếp chồng lên nhau nằm bên trong chiếc xe đầu kéo. Sở Cứu hỏa San Antonio ngay lập tức có mặt tại hiện trường và phát hiện nhiều người đã chết, trong khi những người khác đang trong tình trạng kiệt sức, không thể tự thoát ra ngay cả khi các cánh cửa đã hé mở. Họ đều bị sốc nhiệt vì trong xe không có điều hòa và nước uống trong điều kiện nhiệt độ 100 ° F.
Ban đầu, 46 thi thể được phát hiện trong chiếc xe đầu kéo gần Căn cứ Không quân Lackland ở San Antonio, Texas. 16 người khác, bao gồm 12 người lớn và bốn trẻ em, đã được đưa đến các cơ sở y tế trong tình trạng còn tỉnh táo. Ba trong số 16 người nàyđã tử vong tại một bệnh viện trong cùng ngày, trong khi một người khác đã tử vong vào ngày hôm sau.
Nguyên nhân của các trường hợp tử vong, theo báo cáo là do hệ quả của một nỗ lực buôn người ở miền Nam bang Texas. Đây là vụ buôn người bằng xe tải chết chóc nhất trong lịch sử Hoa Kỳ.

## Điều tra
Ba người có liên quan đã bị cảnh sát bắt tạm giam.

## Phản ứng
Tổng thống Mexico Andrés Manuel López Obrador đã bày tỏ lòng tiếc thương trước những người thiệt mạng do vụ việc, đồng thời khẳng định rằng chính phủ nước này sẵn sàng phối hợp với các nhà chức trách Mỹ trong quá trình làm rõ vụ việc. Theo ông, thảm kịch này xảy ra do hệ quả của "tình thế tuyệt vọng" và "nạn buôn người". Tổng thống Guatemala Alejandro Giammattei cũng bày tỏ lòng tiếc thương sâu sắc đối với những người xấu số, đồng thời yêu cầu gia tăng các hình phạt đối với hành vi buôn người và coi hành vi này là một tội ác nên áp dụng hình thức dẫn độ.
Thống đốc bang Texas Greg Abbott và Thượng nghị sĩ Ted Cruz sau vụ việc đã đổ lỗi cho Tổng thống Biden, cho rằng những chính sách "mở cửa biên giới" của ông đã dẫn đến vụ việc này, cũng như khẳng định việc Tổng thống Biden "từ chối thi hành các biện pháp pháp luật" (...) "đã gây ra những hậu quả chết người". Thị trưởng San Antonio Ron Nirenberg coi đây là một bi kịch khủng khiếp, đồng thời hy vọng rằng những người chịu trách nhiệm cho vụ việc sẽ bị truy tố ở mức án kịch khung.